# Кожемякин, Владимир Николаевич
Владимир Николаевич Кожемякин (род. 25 июля 1956 года в городе Москве, РСФСР, СССР) — российский политик сотрудник КГБ СССР, подполковник запаса, заместитель руководителя Секретариата председателя Правительства РФ, депутат Государственной Думы ФС РФ первого созыва (1993—1995), помощник председателя Правительства РФ, начальник департамента регионального развития Аппарата Правительства РФ.

## Биография
Родился в семье военнослужащего, русский. В 1978 году получил высшее образование в Московском государственном институте иностранных языков. С 1978 по 1991 год проходил службу в Первом главном управлении КГБ СССР (внешняя разведка). Подполковник запаса.
В 1991-1992 годах консультант Координационно-консультативного совета при Председателе Верховного Совета РФ. В 1992-1993 годах работал заместителем руководителя, руководителем секретариата заместителя председателя Правительства РФ С. М. Шахрая.
В 1993 году избран депутатом Государственной Думы I созыва. В Госдуме был заместителем председателя Комитета по делам национальностей, членом комиссии по контролю за электронной системой Государственной думы, был членом совета фракции Партии российского единства и согласия.
В 1996 году был назначен на должность помощника председателя Правительства РФ В. С. Черномырдина. С 1998 по 2002 год работал в Аппарате Правительства РФ начальником Департамента регионального развития.
С 2002 года работал на государственном унитарном предприятии «Государственная инвестиционная корпорация» первым заместителем председателя.
Женат, имеет двоих сыновей.